# Ричард Шеридан
Ричард Бринсли Бътлър Шеридан (на английски: Richard Brinsley Butler Sheridan) е ирландски драматург и дългогодишен собственик на Кралския театър Друри лейн в Уест енд в Лондон. Член на Партията на вигите и педставител в Камарата на общините на избирателните райони Стафорд (1780 – 1806), Уестминстър (1806 – 1807) и Илчестър (1807 – 1812).

## Биография
Роден е на 30 октомври 1751 г. в Дъблин и е кръстен на 4 ноември същата година. Баща му Томас е театрален актьор и писател, а майка му Франсис – писателка. Семейството се устанвява в Лондон през 1758 г.
Ричард Шеридан умира на 7 юли 1816 г. Погребан е в Ъгъла на поетите в Уестминстърското абатство.

## Творчество
- „Съперници“ (The Rivals) – комедия, поставена на 17 януари 1775 г.
- „Денят на Св. Патрик, или предприемчивият лейтенант“ (St Patrick's Day) – фарс, поставен на 2 май 1775 г.
- „Дуеня“ (The Duenna) – опера, поставена на 21 ноември 1775 г.
- „Разходка в Скарбъро“ (A Trip to Scarborough) – комедия, поставена на 24 февруари 1777 г.
- „Училище за сплетни“ (The School for Scandal) – сатира, поставена на 8 май 1777 г.
- „Лагер“ (The Camp) – пиеса, поставена нна 15 октомври 1778 г.
- „Критик“ (The Critic) – комедия, поставена на 30 октомври 1779 г.
- „Славният първи юни“ (The Glorious First of June), поставена на 2 юли 1794 г.
- „Писаро“ (Pizarro) – трагедия, поставена на 24 май 1799 г.